# Ctenus vagus
Ctenus vagus är en spindelart som beskrevs av John Blackwall 1866. Ctenus vagus ingår i släktet Ctenus och familjen Ctenidae. Inga underarter finns listade i Catalogue of Life.